# حوزه انتخابیه پنجم آریزونا
حوزه انتخابیه پنجم آریزونا یک حوزه انتخابیه مجلس نمایندگان آمریکا است که در ایالت آریزونا قرار دارد.